# Confine tra Bulgaria e Romania

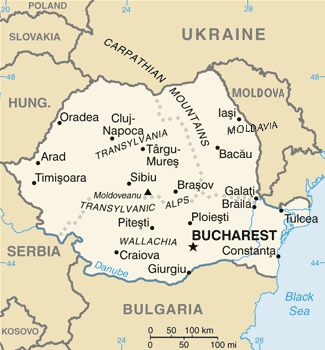
Mappa della Romania con i suoi confini

Il confine tra la Bulgaria e la Romania descrive la linea di demarcazione tra questi due stati. Ha una lunghezza di 631,3 km, dei quali 139,1 terrestri, 470 fluviali e 22,2 marittimi

## Caratteristiche
Il confine interessa la parte meridionale della Romania e quella settentrionale della Bulgaria. Ha un andamento generale da ovest verso est e la maggior parte del tracciato è dato dal Danubio.
Inizia alla triplice frontiera tra Romania, Serbia e Bulgaria e termina alla triplice frontiera tra Romania, Mar Nero e Bulgaria.

## Storia

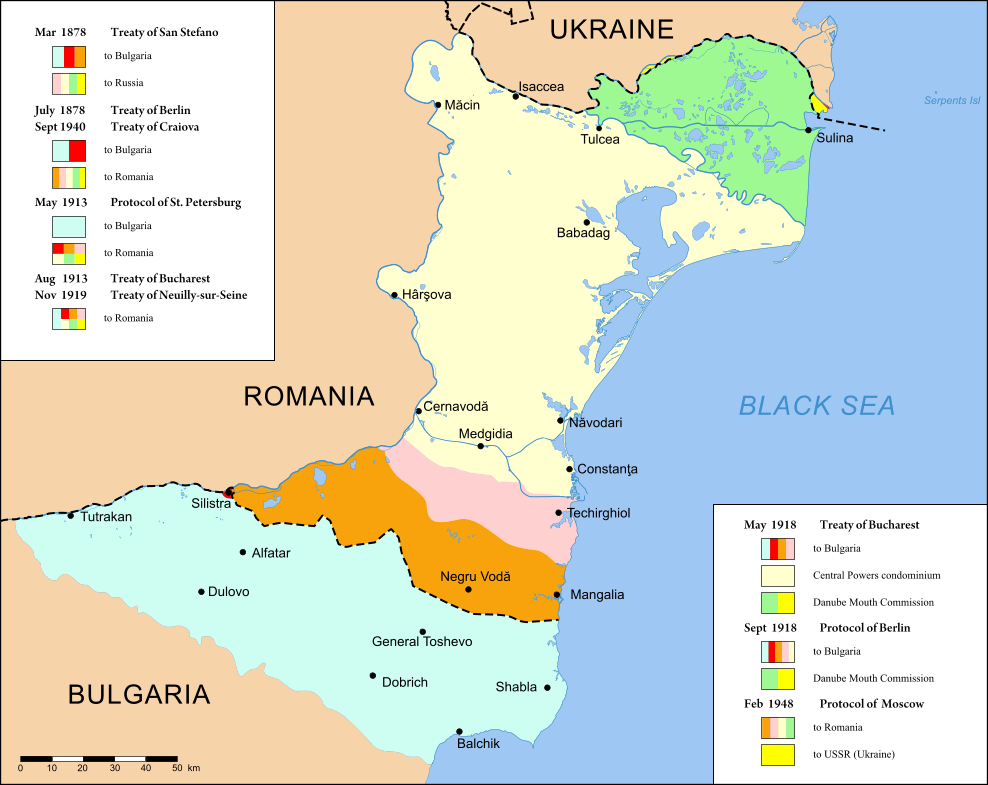
Evoluzione del confine bulgaro-rumeno

Il confine venne tracciato nel 1878 durante il Congresso di Berlino e la Romania ottenne la parte settentrionale della Dobrugia, mentre quella meridionale rimase sotto il controllo dell'Impero ottomano.
Dopo le guerre balcaniche, con il Trattato di Bucarest anche il Quadrilatero passò sotto il controllo rumeno, come confermato successivamente dal Trattato di Neuilly siglato nel 1919.
L'ultima modifica dei confini si ebbe nel 1940 con il Trattato di Craiova. Tornò sotto il controllo bulgaro la Dobrugia Meridionale, tornando così al confine esistente fino al 1913.

## Valichi di frontiera
Il confine è attraversato da 14 valichi di frontiera, dei quali 7 portuali (fluviali), 5 stradali e 2 ferroviari. Sono considerati tutti internazionali. Due ponti attraversano il confine: il ponte Calafat-Vidin e il ponte sul Danubio.
- Giurgiu - Ruse - stradale e ferroviario
- Călăraşi - Silistra - stradale e portuale
- Ostrov - Silistra - stradale
- Negru Vodă - Kardam - stradale e ferroviario
- Vama Veche - Durankulak - stradale
- Calafat - Vidin - stradale e ferroviario
- Bechet - Oryahovo - portuale
- Corabia - Zagražden - portuale
- Turnu Măgurele - Nikopol - portuale
- Zimnicea - Svištov - portuale
- Oltenița - Tutrakan - portuale